# Wernicke-Aphasie

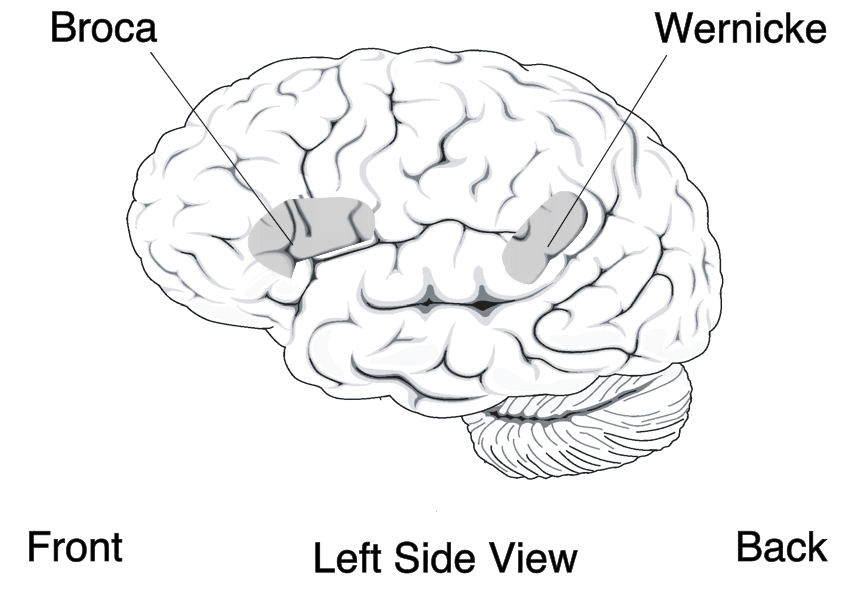
Menschliches Gehirn (von links). Das Broca-Areal (Sprachproduktion) wird zusammen mit dem Wernicke-Areal (Sprachverständnis) als eine der beiden Hauptkomponenten des Sprachzentrums angesehen.

Die Wernicke-Aphasie (frühere Bezeichnungen: sensorische Aphasie, fließende Aphasie) ist eine nach Carl Wernicke benannte Form der Sprachstörung Aphasie.

## Geschichte
Die Wernicke-Aphasie genannte (kortikale) sensorische Aphasie wurde erstmals 1874 von dem deutschen Psychiater Carl Wernicke in Breslau beschrieben.

## Entstehung
Die Sprachstörungen treten bei einer Läsion im posterioren (hinteren) Versorgungsgebiet der Arteria cerebri media (Brodmann-Areal 22) auf.

## Auswirkungen
Patienten mit dieser Art von Sprachstörung können fließend (flüssig), sogar exzessiv sprechen, aber die Bedeutung der Worte nicht erkennen. Die Störung kann des Weiteren in Verbindung mit Logorrhoe auftreten.
Es ist in erster Linie das „mentale Lexikon“ beeinträchtigt. Bezeichnungen können nur schlecht abgerufen und in der korrekten Lautfolge realisiert werden. So entstehen Wörter, die es in der jeweiligen Sprache nicht gibt (Neologismen); im schlimmsten Fall kann man der Spontansprache eines Wernicke-Aphasikers keinen Sinn mehr entnehmen, weil nahezu jedes inhaltstragende Wort stark verändert ist.
Beispiel: „Da hab ich ne leime heute gemacht, so gemacht, und als dann der banzerin gekommen is, der bakzarin“ … und dann immer so weiter.
Des Weiteren verwenden die Patienten häufig Paraphasien und neigen zu Paragrammatismus.
Da auch das Sprachverständnis für Wörter und Sätze schwer gestört ist, ist eine verbale Kommunikation mit Patienten mit Wernicke-Aphasie nur sehr erschwert möglich. Zusätzlich bestehen eine Schreibstörung, häufiger in Form von paraphasischen Entstellungen, und eine Störung des Leseverständnisses.